# Патрик
 Тази статия е за светеца.  За други значения вижте Патрик (пояснение).
Свети Патрик (на английски: Saint Patrick; на латински: Patricius; на ирландски: Naomh Pádraig, около 390 – 460 г. сл. Хр.) е келтско-британски християнски мисионер, който е и покровител на Ирландия (макар Бригит Ирландска и Колумба също да са формални покровители).
До днес са оцелели две автентични негови писма, от където са взети единствените приети и потвърдени детайли за неговия живот. Когато е на 14, е заловен от ирландци и отведен в Ирландия като роб, където живее шест години преди да избяга и да се завърне при семейството си в Британия. След като става проповедник, се завръща в Ирландия като ръкоположен епископ в северната и западната част на острова. Малко са сведенията за мястото, където работи, и няма доказателства за някаква връзка между него и някоя църковна сграда.
До началото на 8 век той става светец покровител на Ирландия. Ирландската църковна система се развива след времето на Патрик и ирландската църква не следва модела, който светецът и други ранни мисионери се опитват да създадат.